# واینیتسن
واینیتسن (به آلمانی: Weinitzen) یک منطقهٔ مسکونی در اتریش است که در گراتس اومگبونگ واقع شده‌است. واینیتسن ۱۸٫۹۴ کیلومتر مربع مساحت دارد ۵۱۰ متر بالاتر از سطح دریا واقع شده‌است.